# Perba
Perba ist eine zum Ortsteil Schleinitz gehörige Siedlung der Stadt Nossen im sächsischen Landkreis Meißen. Als Teil der Gemeinde Schleinitz kam der Ort am 1. Januar 1993 zur Gemeinde Leuben-Schleinitz, die am 1. Januar 2014 in die Stadt Nossen eingemeindet wurde.

## Geographie

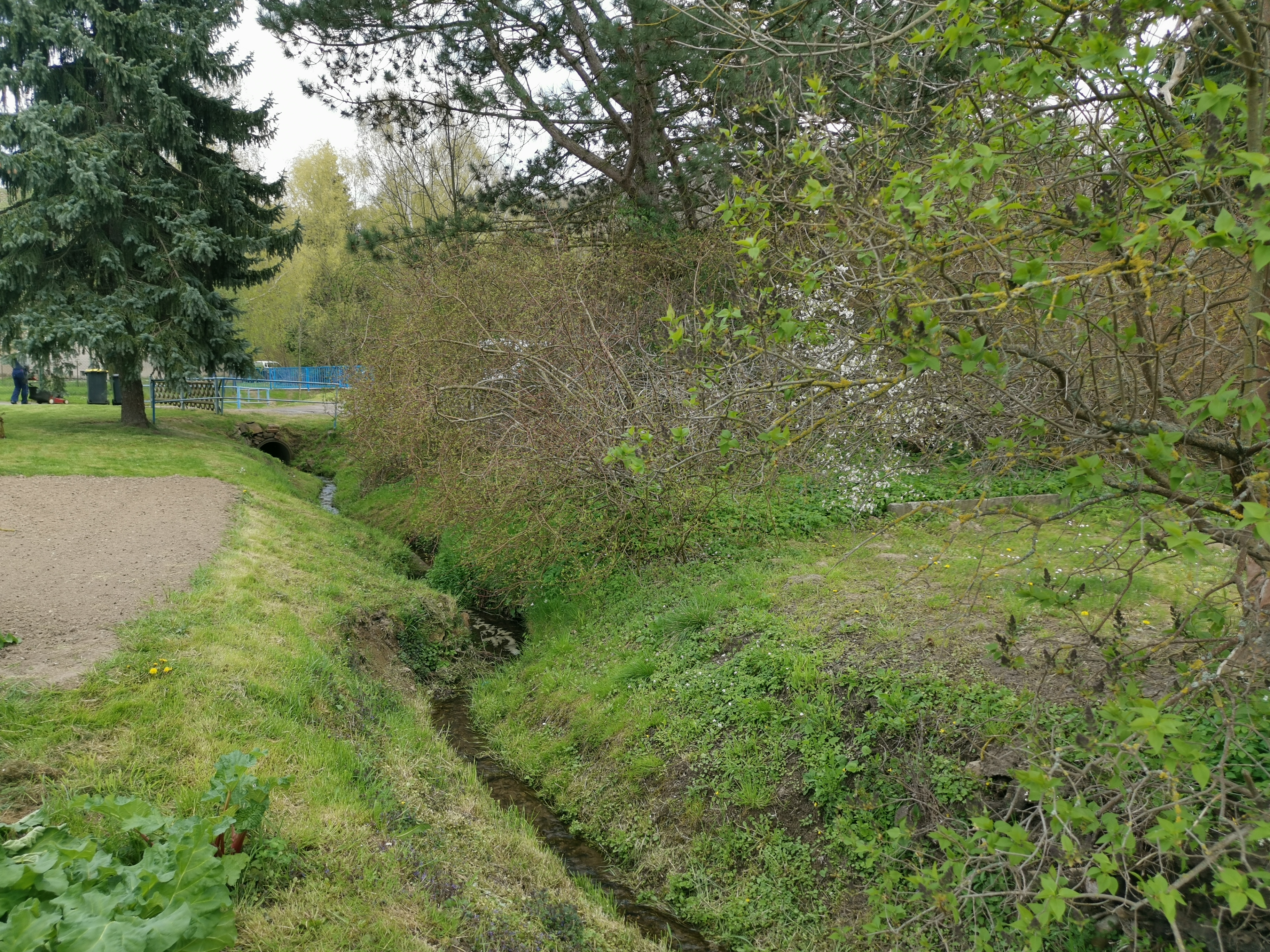
Schleinitzbach in Perba

### Geographische Lage und Verkehr
Perba befindet sich im nordwestlichen Teil der ehemals selbstständigen Gemeinde Leuben-Schleinitz, welche heute wiederum den nördlichen Teil der Stadt Nossen ausmacht. Im Ort mündet der Schleinitzbach in das Dreißiger Wasser, welches nördlich des Nachbarorts Leuben in den Ketzerbach mündet. Dessen Tal gehört bezüglich des Naturraums zur Lommatzscher Pflege. 
Perba hatte im 19. und 20. Jahrhundert mit dem Haltepunkt Leuben-Schleinitz Bahnanschluss an die Schmalspurbahn Wilsdruff–Döbeln-Gärtitz, worauf heute noch die Straße An der Kleinbahn hinweist.

### Nachbarorte
| Schleinitz |                                             |        |
|            | Kompassrose, die auf Nachbargemeinden zeigt | Leuben |
|            | Pröda                                       |        |

## Geschichte

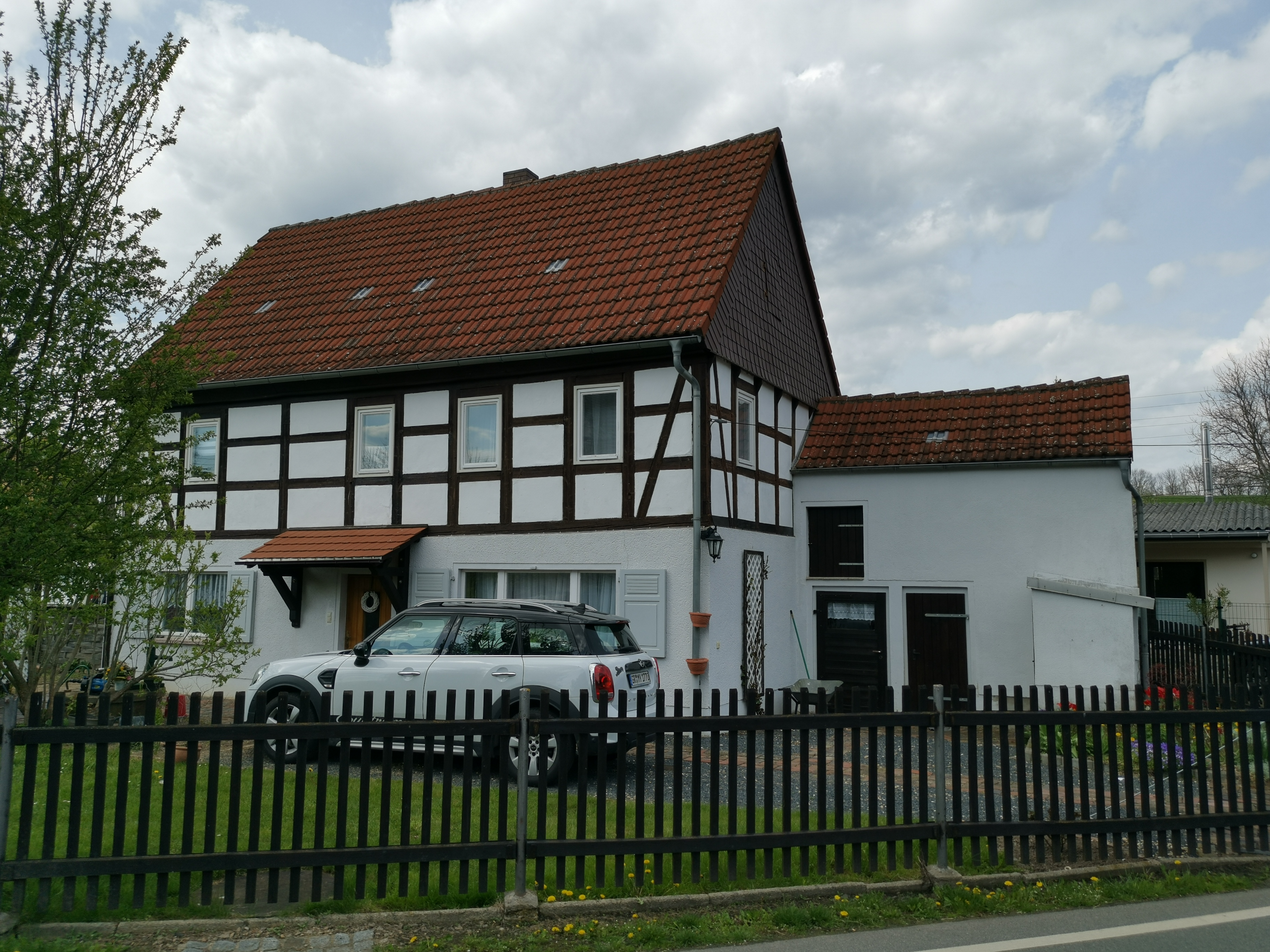
Fachwerkhaus in Perba

Perba wurde erstmals 1501 mit der Bezeichnung inn der Perbe genannt. 1551 ist ein Mühlengut und 1582 ein Dorf erwähnt, welches in der Flur von Schleinitz lag. Folglich gehörte Perba wie Schleinitz bis ins 19. Jahrhundert zur Grundherrschaft des Ritterguts Schleinitz und kirchlich zu Leuben.
Als Ortsteil von Schleinitz gehörte Perba bis 1856 zum kursächsischen bzw. königlich-sächsischen Erbamt bzw. Kreisamt Meißen. 1856 wurde der Ort dem Gerichtsamt Lommatzsch und 1875 der Amtshauptmannschaft Meißen angegliedert. In Perba befand sich von 1911 bis 1970 die Haltestelle Leuben-Schleinitz an der Schmalspurbahn Wilsdruff–Döbeln-Gärtitz. 
Infolge der der zweiten Kreisreform in der DDR im Jahr 1952 kam die Gemeinde Schleinitz mit ihren Ortsteilen zum Kreis Meißen im Bezirk Dresden, der ab 1990 als sächsischer Landkreis Meißen fortgeführt wurde und 2008 im Zuge der zweiten sächsischen Kreisgebietsreform zum territorial vergrößerten, neuen Landkreis Meißen kam. 
Zum 1. Januar 1993 wurde aus den damaligen Gemeinden Leuben und Schleinitz mit ihren jeweiligen Ortsteilen die Gemeinde Leuben-Schleinitz neugebildet, welche am 1. Januar 2014 vollständig in die Stadt Nossen eingemeindet wurde.